# Karol Wyrwicz
Karol Wyrwicz, krypt.: K. W., (ur. 2 listopada 1717 w powiecie brasławskim, zm. 6 czerwca 1793 w Warszawie) – polski geograf, historyk, publicysta, kaznodzieja i jezuita, opat komendatoryjny hebdowski w 1782 roku, regens Collegium Nobilium jezuitów w Warszawie, wykładowca etyki i historii na tej uczelni w 1757 roku.

## Życiorys
Był synem Aleksandra (herbu Dołęga) i Anny z Bolesławskich. Pierwsze nauki pobierał w Pińsku i Dyneburgu (szkoły jezuickie). W roku 1734 (10 sierpnia) wstąpił do zakonu jezuitów. Przez 7 lat uczył się i nauczał w kilku kolegiach (nowicjat w Wilnie: 1734-1736, infima w Poczawszu: 1736/1737, studia filozoficzne w Wilnie: 1737-1740, nauczyciel w Wilnie i Pińsku: 1740-1742), następnie zajął się wychowaniem Józefa Hylzena, z którym podróżował po Francji, Belgii, Niemczech i Włoszech. Jesienią roku 1742 podjął studia teologiczne w Akademii Wileńskiej, które ukończył publicznym aktem 20 maja 1746 (jednakże bez uzyskania tytułu doktora). W 1765 w imieniu króla Stanisława Augusta negocjował na dworze wiedeńskim o małżeństwo z arcyksiężniczką austriacką. W 1767 roku został rektorem jezuickiego Collegium Nobilium w Warszawie. Oddłużył konwikt, zgromadził grono znakomitych wykładowców, którzy realizowali program nauczania zgodny z jego wytycznymi. Uczelni przybywało słuchaczy a król rozpoczął budowę nowego budynku, przerwaną kasatą zakonu. W uznaniu zasług Wyrwicza na polu nauczania król kazał bić medal. Po jednej jego stronie było wyobrażenie Wyrwicza i napis Carolus Wyrwicz Rector Collegii nobilium Varsoviensis Societatis Jesu (Karol Wyrwicz rektor kolegium dla dobrze urodzonych warszawskiego Towarzystwa Jezusowego), po drugiej Juventatis institucione scriptisque de Patria et literis bene merenti Stanislaus Augustus Rex MDCCLXXII (Wychowaniem młodzieży i pismami, wielce w ojczyźnie zasłużonemu Stanisław August Król 1772). Po kasacji zakonu jezuickiego otrzymał probostwo parafii św. Andrzeja w Warszawie, a w 1780 został opatem hebdowskim.
W 1783 został kawalerem Orderu Świętego Stanisława.

## Twórczość

### Ważniejsze dzieła
1. Mowa do J. O. Książąt Ichmościów Adama, generała ziem podolskich, i Izabeli z hrabiów Flemingów Czartoryskich w dzień pożądanego ich ślubu przy oddaniu weselnych rymów imieniem Prowincji Mazowieckiej i Domu Warszawskiego Soc. Jesu przez... w Wołczynie dnia 19 listopada roku 1761 miana, brak miejsca i roku wydania
2. Continuatio Belscii chronici polonici ad nostra usque tempora seu acta 190 annorum, Warszawa 1761
3. Tabella porównanych monet zagranicznych w kraju do czasu idących... Dla informacji oficjalistów Skarbu JKMci i Rzpltej po komorach celnych będących, wydana od Komisji Skarbu Koronnego Rzpltej, Warszawa (1766)
4. Uwagi nad Historią odmian w państwie rosyjskim, przez Jakuba Lacombe po francusku napisaną, na polski język przetłumaczoną (przez G. Kniażewicza) w: J. Lacombe: Historia odmian zaszłych w państwie rosyjskim, Warszawa 1766 (Dodatek do „Zbiór Dziejopisów Polskich” t. 2)
5. Abrégé raisonné de l'histoire universele (Zbiór historii powszechnej) – po francusku, głównie do nauki języka; (drugi tytuł:) Abrégé... sacré et profane à l'usage des penionnaires de Collège des Nobles de Varsovie de la Compagnie de Jésu t. I, Warszawa 1766; t. II (całość), Warszawa 1771, (dedykacja A. K. Czartosykiemu podpisana przez Wyrwicza)
6. Geografia czasów teraźniejszych, (drugi tytuł:) Geografia... albo opisanie naturalne i polityczne królestw, państw, stanów wszelakich... ku pożytkowi narodowej młodzi wydana t. 1, Warszawa 1768; wyd. następne Wilno 1794, (dedykowane E. Branickiej); t. 2 nie wyszedł, natomiast t. 1 był wycofany z księgarń wskutek nacisku posła rosyjskiego N. W. Repnina
7. Geografia powszechna, (drugi tytuł:) Geografia... czasow teraznieyszych albo opisanie krótkie krajów całego świata... Z najświeższych wiadomości krajopisarzów i wędrowników zebrana ku pożytkowi młodzi narodowej... wydana, Warszawa 1770 (1773); wyd. następne: wyd. tytułowe Warszawa 1773; Warszawa 1794, (dedykowane M. Czartoryskiemu)
8. Wstęp do pisma tygodniowego o stanach politycznym, cywilnym i duchownym państw starożytnych, to jest o zwierzchności krajowej w powszechności w zbiorze: Historia polityczna państw starożytnych, od pewnego towarzystwa napisana t. 1, Warszawa 1771-1772, (rozprawa podpisana krypt. K. W., stanowi rozdz. I-IX)
9. Kazanie w dzień ostatni pogrzebu Andrzeja Stanisława Kostki Młodziejowskiego... w kościele Kolegiaty Królewskiej Warszawskiej od... dnia 1 kwietnia roku 1780 miane, Warszawa (1780); przekł. niemiecki (1780)
10. Kazanie o prawidle o celu władzy sejmowej na zaczęciu sejmu walnego sześcio-niedzielnego, dnia 2 października 1780. W kościele Kolegiaty Królewskiej Warszawskiej przez... miane, Warszawa (1780); dedykowane S. Poniatowskiemu
11. Pamiętnikowi Historycznemu i Politycznemu Warszawskiemu pro memoria (dzieło polemiczne przeciw Świtkowskiemu ogłoszone bezimiennie; współautor: S. Szymański), cz. 1 Warszawa 1783; cz. 2-3 Warszawa 1785
12. Historja ludu Bożego i narodów starożytnych krótko zebrane, 1787, 1793
13. Powitanie... Ogińskiego, miecznika W. Ks. Lit., w dobrach dziedzicznych Dryświatach, Wilno 1791
14. Konfederacja gołąbska. Obraz historyczny skreślony za czasów Stanisława Augusta przez niewiadomego pisarza (wyd. I. Moraczewski), Poznań 1853; wyd. następne Poznań 1862
15. Liga Kambrejska, niewydana, (inform. F. K. Dmochowski).

Wyrwicz miał także współpracować z czasopismem „Monitor” (inform. L. Bernacki). Miał być ponadto autorem rozprawy O wojnie, „Zabawy Przyjemne i Pożyteczne” 1774 t. 9, cz. 2, s. 211-239 (druk. anonimowy, inform. K. Augustowska).

### Prace edytorskie
1. Kalendarz warszawski na rok 1760, Warszawa 1759; także ... na rok 1761, Warszawa 1760; także ... na rok 1762, Warszawa 1761
2. Kalendarzyk polityczny na rok 1760, Warszawa 1759; także ... na rok 1761, Warszawa 1760; także ... na rok 1762, Warszawa 1761.

Wyrwicz miał także współpracować z F. Łojką przy opracowaniu wyd. Zbioru deklaracji z roku 1773.

### Listy i materiały
1. Do Stanisława Augusta z roku 1774 i następnych, rękopis: Biblioteka PAN Kraków sygn. 2220, t. 3
2. Pro memoria... do Stanisława Augusta i Komisji Edukacji Narodowej z roku 1774, rękopis: Biblioteka Czartoryskich sygn. 818
3. Projekt edukacji narodowej po zniesieniu jezuitów. Z 7 października 1773, z rękopisu Biblioteki PAN Kraków ogł. J. Lewicki: Geneza Komisji Edukacji Narodowej, Warszawa 1923, s. 68-70
4. Informacja o konwikcie szlacheckim złożona w 1775 Komisji Edukacji Narodowej, rękopis znajdował się w Archiwum Uniwersytetu Wileńskiego sygn. 416
5. Autobiografia z roku 1780, rękopis: Biblioteka PAN Kraków sygn. 1354, s. 165-167.

Projekty edukacyjne Wyrwicza były też umieszczone w zbiorze rękopisów Biblioteki Popielów (informował i wykorzystał J. Poplatek).

## Wybrane opracowania nt. twórczości Wyrwicza
1. Catalogi breves provinciae Lithuanae ab a. 1734/35 ad a. 1772/73: rękopis: Arch. Romanum Societatis Jesu (Lithuanica 58)
2. Catalogus primus et secundus collegii academici Vilnensis Societatis Jesu a. 1740: rękopis: Arch. Romanum Societatis Jesu (Lithuanica 26 f 232 nr 40)
3. Catalogus primus et secundus collegii Varsaviensis Societatis Jesu a. 1767: rękopis: Arch. Romanum Societatis Jesu (Lithuanica 32A f 6 nr 10)
4. Protokoły posiedzeń Komisji Rozdawniczej Koronnej 1774-1796: wyd. T. Wierzbowski, Warszawa 1912 „Komisja Edukacji Narodowej” nr 35, s. 42-45
5. Protokoły posiedzeń Komisji Edukacji Narodowej 1773-1777: wyd. T. Wierzbowski, Warszawa 1910 „Komisja Edukacji Narodowej” nr 37, s. 29, 34, 61, 64, 88, 111-112, 130, 147, 156, 161, 170
6. Protokoły posiedzeń Komisji Edukacji Narodowej 1778-1780: wyd. T. Wierzbowski, Warszawa 1910 „Komisja Edukacji Narodowej” nr 38, s. 136, 162-163
7. F. Siarczyński: Dykcjonarzyk geograficzny t. 3, Warszawa 1783
8. S. Szymański: (Przedmowa do) Historia powszechna skrócona, Warszawa 1787
9. F. Siarczyński: Geografia, czyli opisanie naturalne, historyczne i polityczne... t. 1, Warszawa 1790 (przedmowa)
10. Uwagi obywatela krakowskiego nad Ofiarą osób pojezuickich przy „Gazecie Warszawskiej” drukowanej nro 90..., brak miejsca wydania (1790).